# Hey! (álbum)
Hey! es el título de un álbum de estudio grabado por el intérprete español Julio Iglesias. Fue lanzado al mercado bajo el sello discográfico CBS Discos en 1980.
Forma parte de la lista de «Los 100 discos que debes tener antes del fin del mundo», publicada en 2012 por Sony Music.

## Lista de canciones
| Hey! |                      |                                                                  |          |  |
| N.º  | Título               | Escritor(es)                                                     | Duración |  |
| 1.   | «Por ella»           | Julio Iglesias · Manuel de la Calva · Ramón Arcusa               | 4:05     |  |
| 2.   | «Amantes»            | Julio Iglesias · Mario Balducci · Gianni Belfiore · Ramón Arcusa | 3:13     |  |
| 3.   | «Morriñas»           | Julio Iglesias · Rafael Ferro García · Ramón Arcusa              | 3:29     |  |
| 4.   | «Viejas tradiciones» | Anselmo Genovese · Gianni Belfiore · Julio Iglesias              | 3:45     |  |
| 5.   | «Ron y Coca-Cola»    | Morey Amsterdam · Paul Baron · Jeri Sullivan · Julio Iglesias    | 3:30     |  |
| 6.   | «Hey!»               | Julio Iglesias · Gianni Belfiore · Mario Balducci · Ramón Arcusa | 5:01     |  |
| 7.   | «Un sentimental»     | Julio Iglesias · Rafael Ferro · Ramón Arcusa                     | 4:01     |  |
| 8.   | «Paloma blanca»      | Neneco Norton                                                    | 2:55     |  |
| 9.   | «La nave del olvido» | Dino Ramos                                                       | 4:13     |  |
| 10.  | «Pájaro Chogüí»      | Indio Pitagua                                                    | 3:05     |  |